# Loranne Smans
Loranne Smans (Mortsel, 30 ottobre 1997) è una snowboarder belga.

## Palmarès

### Coppa del Mondo
- Miglior piazzamento nella Coppa del Mondo generale di freestyle: 9ª nel 2020
- Miglior piazzamento nella Coppa del Mondo di slopestyle: 5ª nel 2020
- Miglior piazzamento nella Coppa del Mondo di big air: 9ª nel 2015, nel 2019 e nel 2020
- 1 podio:
  - 1 terzo posto